# Yoroa taylori
Yoroa taylori là một loài nhện trong họ Theridiidae.
Loài này thuộc chi Yoroa. Yoroa taylori được miêu tả năm 2000 bởi Harvey & Waldock.